# FC Pjunik Erevan
FC Pjunik Erevan (armenski: Ֆուտբոլային Ակումբ Փյունիկ Երեւան) je nogometni klub iz armenskog grada Erevana. Osnovan je 1992. godine i najpopularniji je nogometni klub u Armeniji.
Ime "pjunik" na armenskom znači "feniks".
Osnovan je 1992. godine. Jedan je od najpopularnijih armenskih nogometnih klubova od utemeljenja armenske premijer lige 1992. godine. Osnovan je kao Homenetmen Yerevan. Pod time je imenom nastupao do sezone 1995./96., kad je preimenovan u Pjunik. Nakon što je dvaput osvojio naslov kao Pjunik, uslijedili su financijski problemi u klubu koje klub nije uspio riješiti te je klub ugašen 1999. godine.

## Naslovi
Pjunik je dvanaest puta osvojio naslov prvaka države, četiri puta državni kup, te šest puta superkup.
- Prvaci Armenije (13): 2001., 2002., 2003., 2004., 2005., 2006., 2007., 2008., 2009., 2010., 2015., 2022., 2024.
- doprvaci: 2011.

- Osvajači kupa Armenije (4): 2002., 2004., 2009., 2010.
- doprvaci kupa: 2006.

- Osvajači superkupa Armenije (8): 2002., 2004., 2005., 2007., 2008., 2010., 2011.
- doprvaci superkupa: 2003., 2006., 2009.

## Vanjske poveznice
- Službene stranice
- Armenski nogometni portal  Arhivirana inačica izvorne stranice od 9. studenoga 2011. (Wayback Machine)